# Ферилли, Сабрина
Сабрина Ферилли (англ. Sabrina Ferilli; род. 28 июня 1964) — итальянская актриса театра и кино.

## Биография
Сабрина Ферилли родилась в Риме. Её отец был спикером от коммунистической партии в региональном парламенте Лацио, поэтому она с детства впитала в себя левое направление в политике и часто не скрывает этого.
После окончания школы Сабрина отклонила приглашение римского Центра экспериментального кинематографа (итал. Centro Sperimentale di Cinematografia) и занялась преподаванием дикции. Карьера Сабрины Ферилли началась, когда она работала в известном римском центре кинематографии и участвовала в местной постановке драмы. Её первым успешным фильмом стал «Красный американец» в 1991 году. Её стали приглашать в разные проекты, а также платить крупные гонорары за участие в кино. В 1993 году она выигрывает итальянскую премию критиков как лучшая актриса в фильме «Прекрасная жизнь». Позднее участвует только в съёмках второсортных сериалов и фильмов. Однако на телевидении она тоже стала знаменитой из-за того, что очень страстно играет свои роли.
Сабрина хорошо известна как болельщица футбольного клуба «Рома» и является членом команды фан-клуба. В 1998 году она публично обещала, что если команда победит, то она снимется обнаженной для мужского журнала. В 2001 году, когда клуб стал чемпионом Италии, журналом «MAX» был выпущен календарь с откровенными фотографиями Сабрины, который продали более одного миллиона экземпляров.
Была замужем за итальянским адвокатом Андреа Пирони с 2003 по 2005 год.

## Фильмография
| Фильмы      | Фильмы                         | Фильмы                  | Фильмы                   |
| Год         | На русском языке               | На языке оригинала      | Роль                     |
| ----------- | ------------------------------ | ----------------------- | ------------------------ |
| 1987        | Римини, Римини                 | Rimini Rimini           |                          |
| 1988        | Демоны 3                       | La casa dell’orco       | Анна                     |
| 1988        | Мошенники как и мы             | I Picari                |                          |
| 1991        | Красный американец             | Americano rosso         | Зара                     |
| 1993        | Дневник Маньяка                | Diario di un vizio      | Люджия                   |
| 1994        | Мальчик-судья Розарио Леватино | Il Giudice ragazzino    | Анжела Гарнера           |
| 1994        | Прекрасная жизнь               | La Bella vita           | Мирелла                  |
| 1996        | Задушенные жизни               | Vite strozzate          | Мириам                   |
| 1996        | Отпуск в августе               | Ferie d’agosto          | Мариса                   |
| 1998        | Синьор 15 шаров                | Il Signor Quindicipalle | Сисси                    |
| 2000        | Жираф                          | Le Giraffe              |                          |
| 2003        | Три женщины                    | L' Acqua… il fuoco      | Сиефани / Елена / Стелла |
| 2004        | Любовь на Рождество            | Christmas in Love       | Лиза                     |
| 2008        | Вся жизнь впереди              | Tutta la vita davanti   |                          |
| 2013        | Великая красота                | La grande bellezza      | Рамона                   |
| 2017        | Место встречи                  | The place               | Анжела                   |
| Телевидение |                                |                         |                          |
| Год         | На русском языке               | На языке оригинала      | Роль                     |
| 1998        | Лео и Бео                      | Leo e Beo               | Лайра                    |
| 2004        | Все ради моих детей            | Rivoglio i miei figli   | Соня                     |
| 2004        | В стеклянном доме              | Lives of the Saints     | Кристина Инсент          |
| 1998-2006   | Далида                         | Dalida                  | Иоланда Джильотти        |

## Награды и номинации
| Год  | Премия                                         | Категория      | Фильм или сериал   | Результат |
| ---- | ---------------------------------------------- | -------------- | ------------------ | --------- |
| 2007 | Italian National Syndicate of Film Journalists | Лучшая актриса | «Прекрасная жизнь» | Победа    |